# Kościan
Kościan (prononciation : [ˈkɔɕt͡ɕan], en allemand : Kosten) est une ville de la voïvodie de Grande-Pologne et du powiat de Kościan.
Elle est située à environ 43 km au sud-ouest de Poznań, capitale de la voïvodie de Grande-Pologne.
Elle est le siège administratif de la gmina de Kościan (bien qu'elle ne fasse pas partie de son territoire), et du powiat de Kościan.
Elle s'étend sur 8,79 km2.

## Géographie

Plan de la ville.

Située au centre de la voïvodie de Grande-Pologne, la ville de Kościan est surtout entourée de plaines agricoles. Le canal de l'Obra passe par la ville. A l'est de la ville s'étend le parc naturel du général Chłapowski, sur 172 km2. Sa superficie est de 8,79 km2.
La ville est localisée à environ 43 km au sud-ouest de Poznań, la capitale régionale.

## Histoire
Kościan a été fondée au XIIe siècle. Elle a obtenu ses droits de ville dans la seconde moitié du XIIIe siècle. De 1815 à 1919, Kosten fait partie de l'arrondissement de Kosten dans le district de Posen de la province de Posnanie. De 1975 à 1998, la ville faisait partie du territoire de la voïvodie de Leszno. Depuis 1999, la ville fait partie du territoire de la voïvodie de Grande-Pologne.

## Monuments
- l'église paroissiale de style gothique, construite au XIVe siècle ;
- l'église du Christ Jésus, construite en 1666 ;
- l'église du saint Esprit, construite au milieu du XIVe siècle ;
- l'hôtel de ville, construit au XVe siècle.

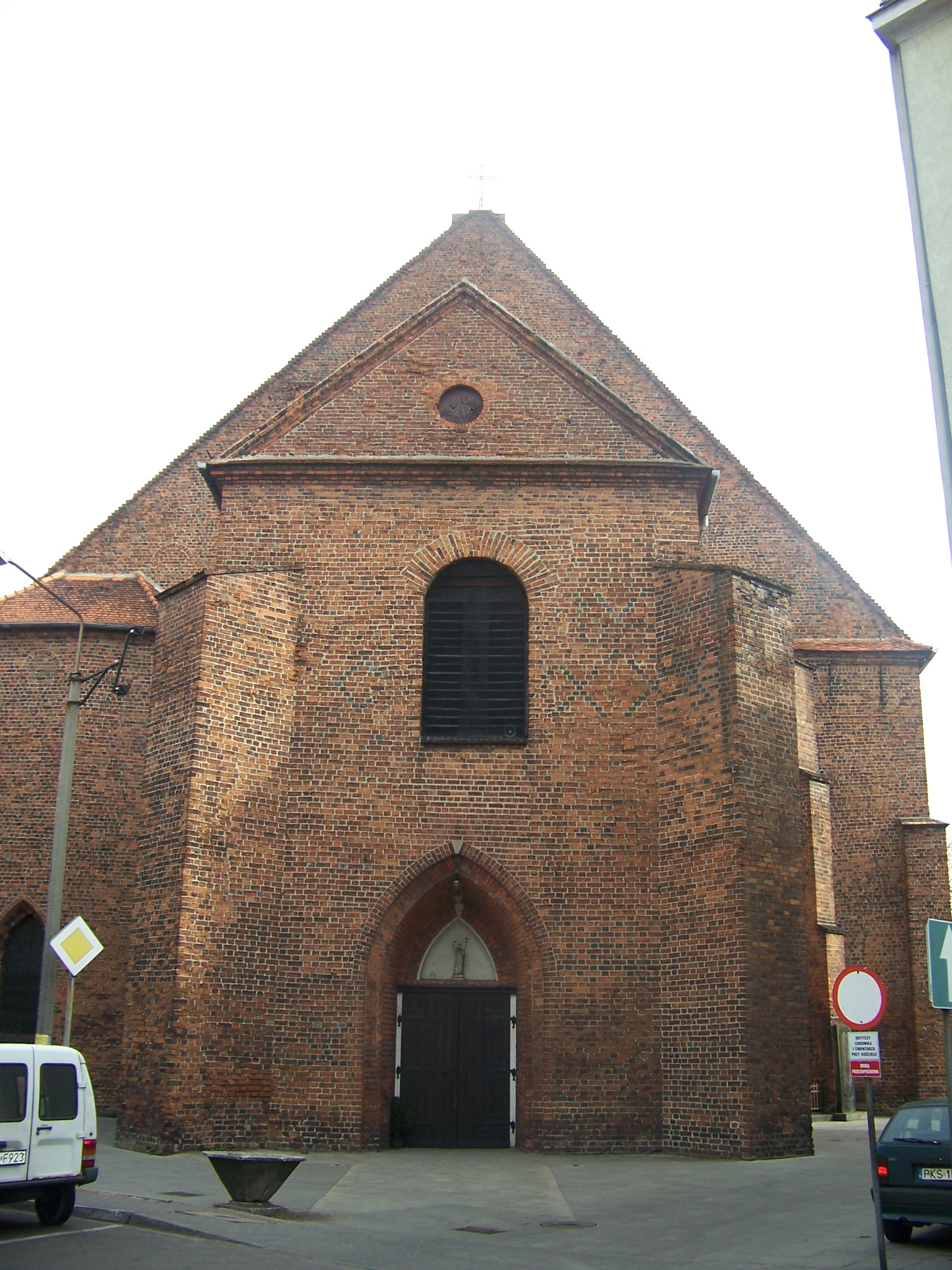
L'église gothique.
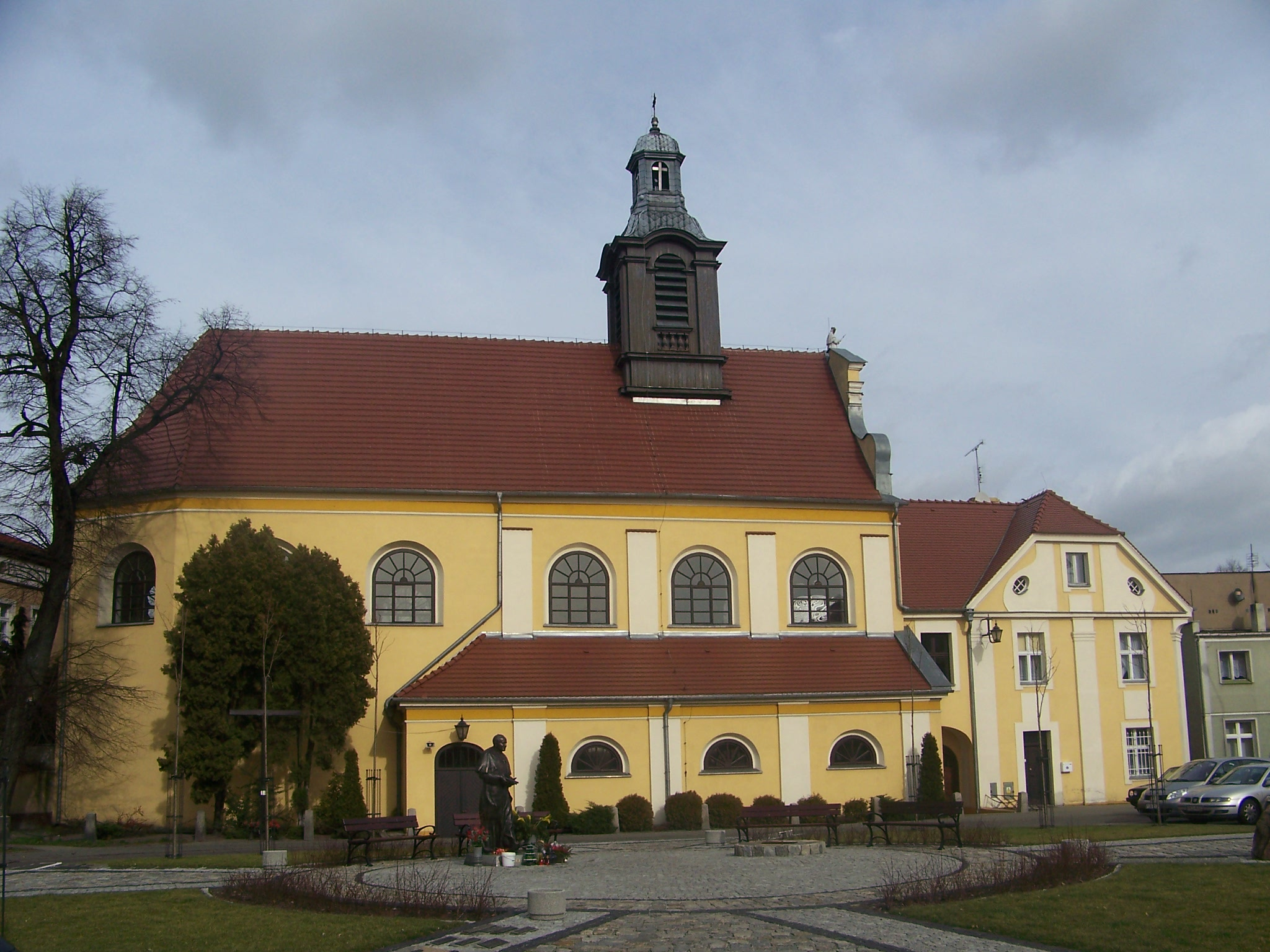
L'église du Christ Jésus (1666).
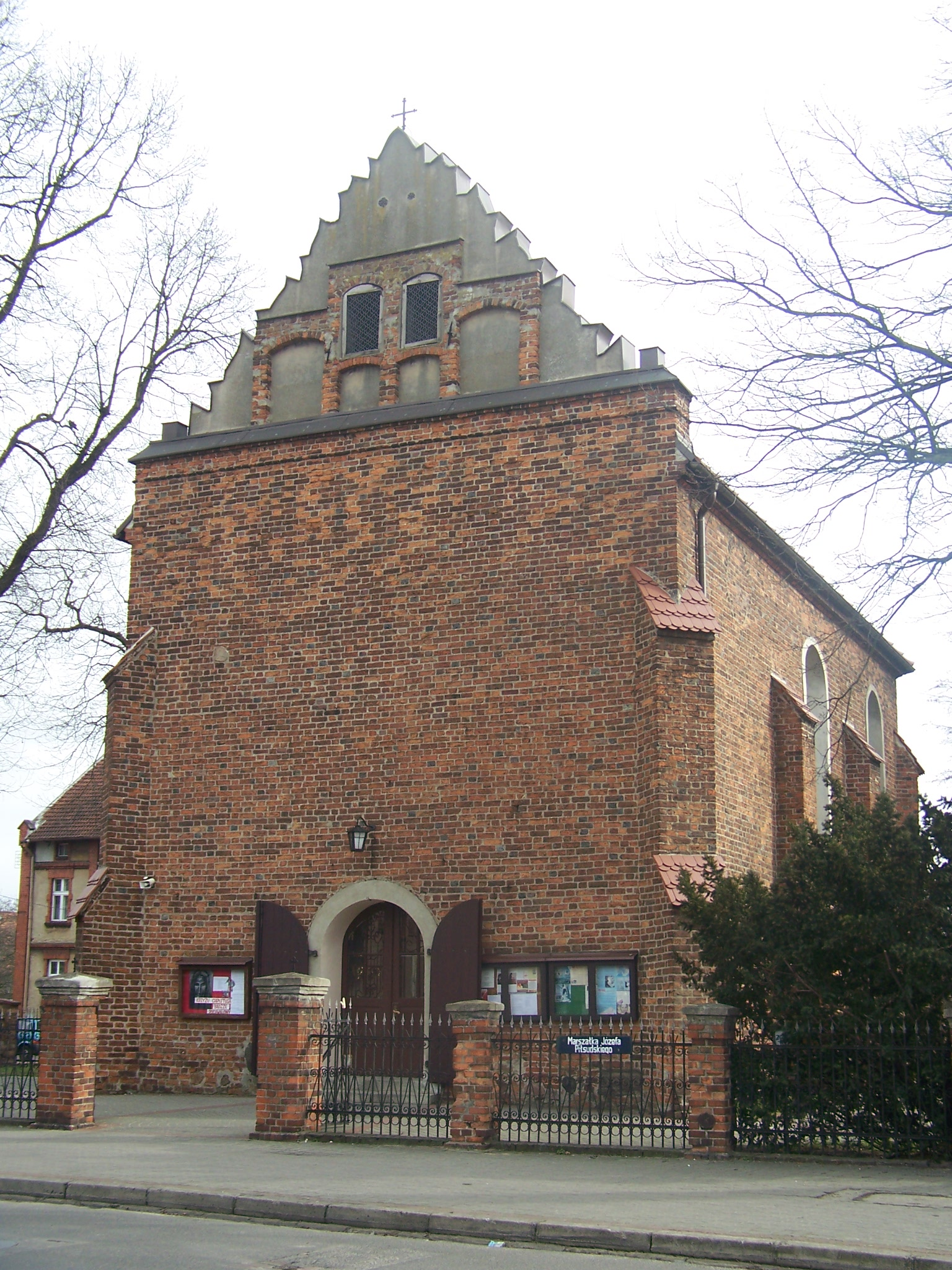
L'église du saint Esprit.
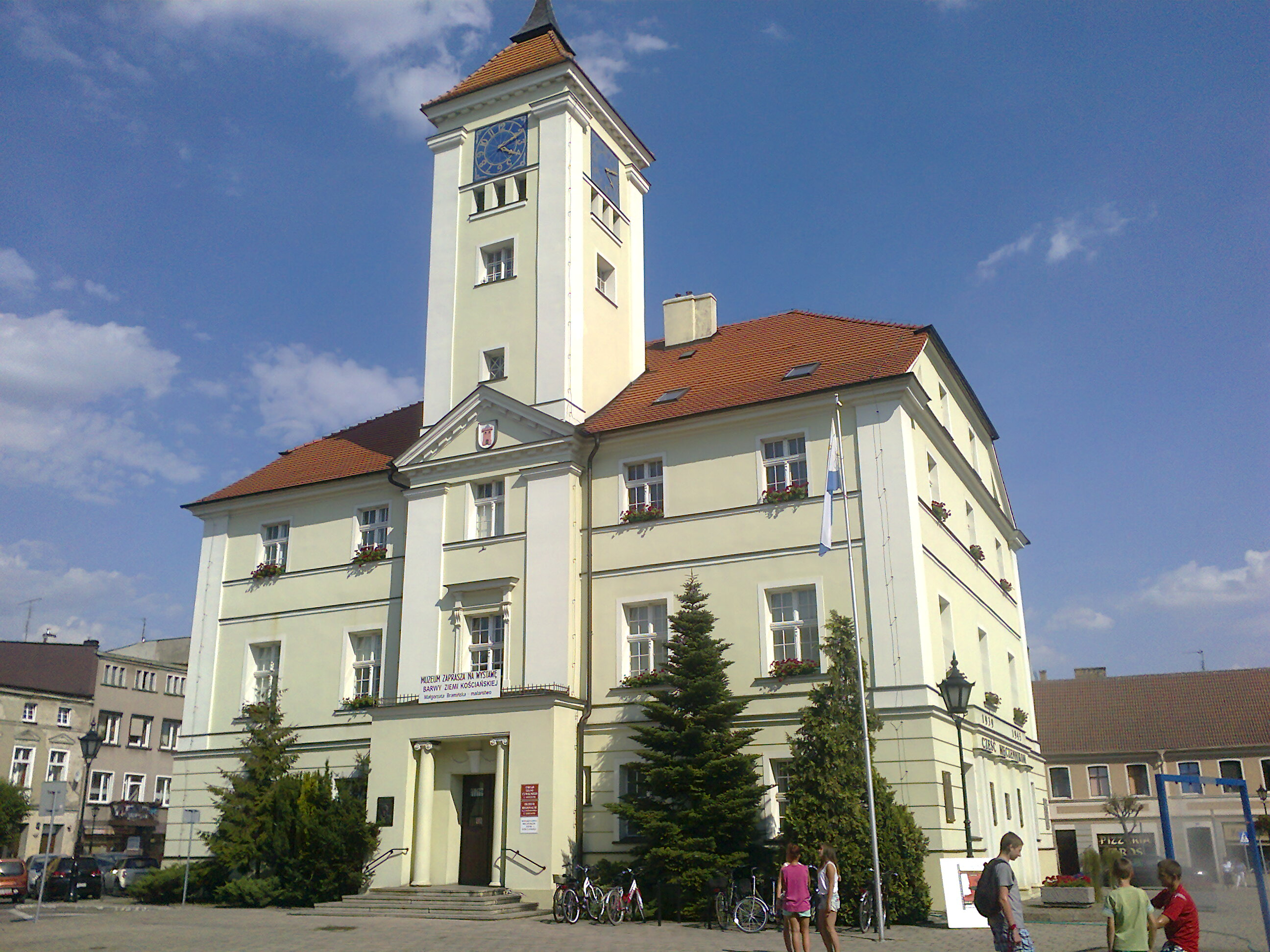
L'hôtel de ville.

## Personnalités liées à Kościan
- Maria Wierusz Kowalski, dite Tapta (1926-1997), née à Kościan, sculptrice.
- Adam Łabędzki (né en 1972), sportif polonais né à Kościan
- Feliks Stamm (en) (1901-1976), entraineur de boxe polonais né à Kościan

## Jumelages
- Alzey (Allemagne) depuis 1990
- Wernshausen (Allemagne)
- Krimpen aan den IJssel (Pays-Bas)
- Nederlek (Pays-Bas)
- Istra (ville) (Russie)
- Rakovník (Tchéquie)

## Voies de communication
La ville est traversée par la route nationale polonaise 5 (qui relie Nowe Marzy à Lubawka (frontière tchèque)) et par la route voïvodale 308 (pl) (qui relie Nowy Tomyśl à Kunowo) .